# 裵琇亞
裵 琇亞 （ペ・スア、배수아、1965年3月 –）は韓国の小説家。ソウル出身。

## 略歴
1965年ソウル生まれ。梨花女子大学化学学科卒業後に公務員として働き、93年に短篇「1988年の暗い部屋」でデビュー。03年に韓国日報文学賞、04年に東西文学賞、18年に今日の作家賞などを受賞。イメージに富むと同時に生硬で鉱物的な破格の文体を用い、「韓国文学史で前例なき異端の作家」と評価され、多数の短篇集と長篇、エッセイ、詩作品を発表。常に独自のスタンスで揺るぎない地位を占める作家。
近年は英語、フランス語、スペイン語、ポルトガル語、中国語などの多くの言語に翻訳されて高く評価されている。また、声による文学表現に深い関心を持ち、自作の朗唱劇化も手掛けてきた。本書は、朗唱のために書き下ろされ、韓国で出版された際には朗唱劇として公演が行われた。
旺盛な創作活動を展開する一方で、ドイツ語の優れた翻訳家でもあり、カフカ、ヘッセ、ゼーバルト、ローベルト・ヴァルザー、トーマス・ベルンハルト、ペーター・ハントケなど錚々たる作家の作品を訳している。

## 作風
裵琇亞の小説には文学的な厳粛主義が滲む余地がない。小説は破格的である。登場人物も不穏で不純なイメージをもっている。初期の小説は社会から取り残された子供たちが登場する。彼らは社会規範に適応できないまま、現実社会の周辺でぶらぶらしている。作家はこのような人物らが見せてくれる新しい世代的な日常を突き詰めながら、そこに潜む存在の暗闇と不安を暴き、人生の二重的な風景を感覚的に描写している。
疎外されたり、隠された人々の暗い人生を追いながら、独特な個性で自身の世界を構築しているこの作家から、21世紀の韓国小説の新しい風景を確認することができる。

## 受賞歴
- 2003年、韓国日報文学賞
- 2004年、東西文学賞

## 邦訳作品
- 『遠きにありて、ウルは遅れるだろう』（斎藤真理子訳、白水社、エクス・リブリス、2023年1月）

## 主な作品
- 1995年、『푸른 사과가 있는 국도』(青いりんごがある国道)[2]
- 1995年、『랩소디 인 블루』(ラプソディーインブルー)
- 1996年、『부주의한 사랑』(不注意な恋)
- 1996年、『바람인형』 (風の人形)
- 1998年、『심야통신』(深夜通信)
- 1998年、『철수』(チョルス)
- 1999年、『그 사람의 첫사랑』(その人の初恋)
- 2000年、『나는 이제 니가 지겨워』(私はもうあなたことが嫌だ)
- 2000年、『붉은 손 클럽』(赤い手クラブ)
- 2002年、『동물원 킨트』(動物園のカント)
- 2003年、『일요일 스키야키 식당』(日曜日のすき焼き食堂)
- 2003年、『에세이스트의 책상』(エッセイストの机)
- 2005年、『당나귀들』(ロバたち)
- 2009年、『북쪽 거실』(北の方のリビングルーム)
- 2010年、『올빼미의 없음』(フクロウのなし)
- 2011年、『서울의 낮은 언덕들』(ソウルの低い丘)
- 2019年、『멀리 있다 우루는 늦을 것이다』(遠きにありて、ウルは遅れるだろう)
  - 2023年、斎藤真理子訳、白水社